# 上大野村 (秋田県)
上大野村（かみおおのむら）は秋田県北秋田郡にあった村。現在の北秋田市北西部、阿仁川右岸、秋田内陸縦貫鉄道秋田内陸線大野台駅 - 上杉駅間の沿線にあたる。

## 地理
- 河川：阿仁川

## 歴史
- 1892年（明治25年）4月11日 - 大野村の分割により、大字上杉・下杉・川井・道城の区域をもって発足。
- 1955年（昭和30年）3月31日 - 下大野村・落合村・下小阿仁村と合併して合川町が発足。同日上大野村廃止。

## 交通

### 鉄道路線
- 日本国有鉄道
  - 阿仁合線（現・秋田内陸縦貫鉄道秋田内陸線）
    - 羽後上大野駅（現・合川駅）

現在は旧村域に大野台駅・上杉駅が所在するが、当時は未開業。